# Washington: A Life
Washington: A Life – biografia George'a Washingtona, pierwszego amerykańskiego prezydenta, autorstwa Rona Chernowa wydana w 2010 przez Penguin Press. 
Jej autor został za nią w 2011 uhonorowany Nagrodą Pulitzera w kategorii Biografia lub Autobiografia. Otrzymał również American History Book Prize przyznawaną przez New-York Historical Society.
Max Byrd z portalu "Salon" określił ją mianem najlepszej biografii Washingtona, jaka powstała.